# Municipio de Cohetzala
El municipio de Cohetzala (del náhuatl: cuatla, tzalán ‘bosque, entre’‘Entre árboles’) es uno de los 217 municipios que constituyen al estado mexicano de Puebla. Fue uno de los primeros pueblos establecidos.  y su cabecera es la localidad de Santa María Cohetzala.

## Geografía
El municipio abarca 241.418 kilómetros cuadrados que representan el 0.7% de la extensión estatal y se encuentra a una altitud que oscila entre 700 m s. n. m. en el punto más bajo y 1 900 m s. n. m. en el más alto. Sus coordenadas geográficas extrema son 18°5′ - 18°20′ de latitud norte y 98°41′ 98°54′ de longitud oeste.
Colinda al norte con el municipio de Jolalpan, el municipio de Huehuetlán el Chico y con un exclave del municipio de Chiautla; al oeste con el sector principal del municipio de Chiautla, al sureste con el municipio de Xicotlán y al sur con el municipio de Ixcamilpa de Guerrero. Al suroeste limita con el estado de Guerrero, en específico con el municipio de Atenango del Río y con el municipio de Copalillo.

### Orografía e hidrografía
El noreste y sudeste del municipio pertenece al Valle Chiautla; y el resto del municipio forma parte del sistema volcánico transversal. Generalmente el territorio posee relieve montañoso, con cumbres que alcanzan 1,700 metros sobre el nivel del mar; destacan los cerros: San Martín y Telicahua. Sus suelos se formaron en la era Mesozoica, su uso principalmente es ganadero, forestal y agrícola.
Cohetzala se encuentra en un 90% dentro de la subcuenca del río Nexapa y 10% en la subcuenca del río Atoyac-Tehuitzingo, ambas dentro de la cuenca del río Atoyac, parte de la región hidrológica del Balsas. Los principales curosos de agua del municipio son el río Nexapa, que lo recorre al occidente, y el río Atoyac, que cruza por el sudeste.

### Clima
El clima del municipio es cálido subhúmedo con lluvias en verano en el 94% del territorio y semiseco muy cálido en el 6% restante. El rango de temperatura promedio es de 24 a 26 grados celcius, el mínimo promedio es de 12 a 14 grados y el máximo de 38 a 40 grados. El rango de precipitación media anual es de 600 a 800 mm y los meses de lluvias son de octubre a mayo.

## Demografía
De acuerdo a los resultados del Censo de Población y Vivienda de 2010 realizado por el Instituto Nacional de Estadística y Geografía, la población total del municipio de Cohetzala es de 1 283 habitantes; de los que 646 son hombres y 637 son mujeres.
La densidad de población es de 5.31 habitantes por kilómetro cuadrado.

### Localidades
El municipio incluye en su territorio un total de cuatro localidades. Su población del censo de 2010 son:
| Localidad                          | Población |
| Total Municipio                    | 1 283     |
| Santa Mónica                       | 501       |
| Santa María Cohetzala              | 498       |
| El Platanar (San José el Platanar) | 256       |
| Zepatla (Santa Cruz Zepatla)       | 28        |

## Política
El Ayuntamiento de Cohetzala está compuesto por ocho regidores, un síndico y un presidente municipal, puesto que desempeña Salvador Aguilar García para el periodo 2014-2018. Todos son electos por voto popular, universal, directo y secreto para un periodo de cuatro años que pueden ser renovables por un periodo inmediato adicional.

### Representación legislativa
Para la elección de diputados locales al Congreso de Puebla y de diputados federales a la Cámara de Diputados federal, el municipio de Cohetzala se encuentra integrado en los siguientes distritos electorales:
Local:
- Distrito electoral local de 22 de Puebla con cabecera en Izúcar de Matamoros.[7]

Federal:
- Distrito electoral federal 14 de Puebla con cabecera en Acatlán de Osorio.[8]